# Richard Zven Kruspe
 (juin 2016).
Si vous disposez d'ouvrages ou d'articles de référence ou si vous connaissez des sites web de qualité traitant du thème abordé ici, merci de compléter l'article en donnant les références utiles à sa vérifiabilité et en les liant à la section « Notes et références ».

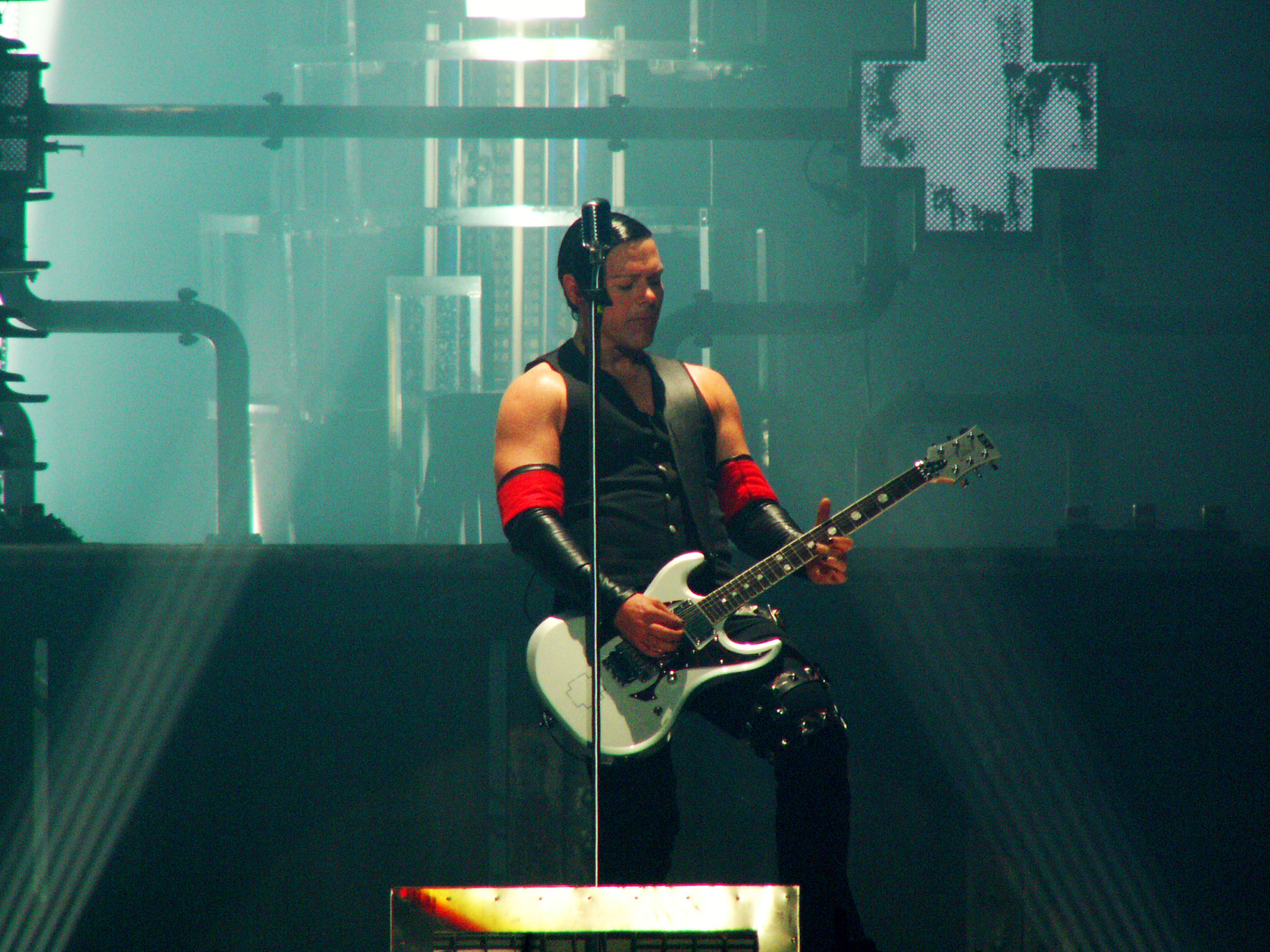
Richard Zven Kruspe au Zénith de Nantes en 2009.

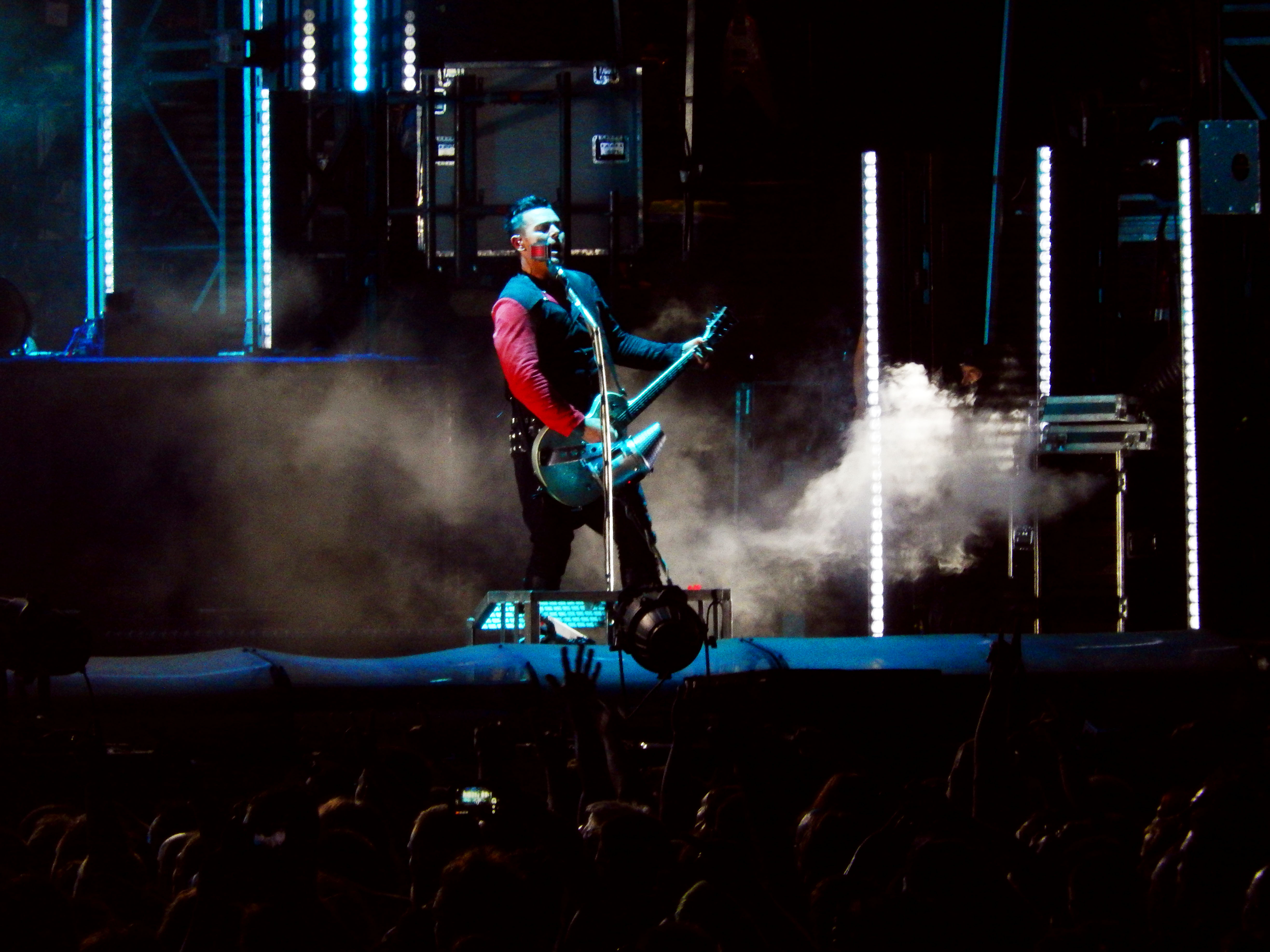
Richard Zven Kruspe (Rammstein) aux Arènes de Nîmes le 13 juillet 2017.

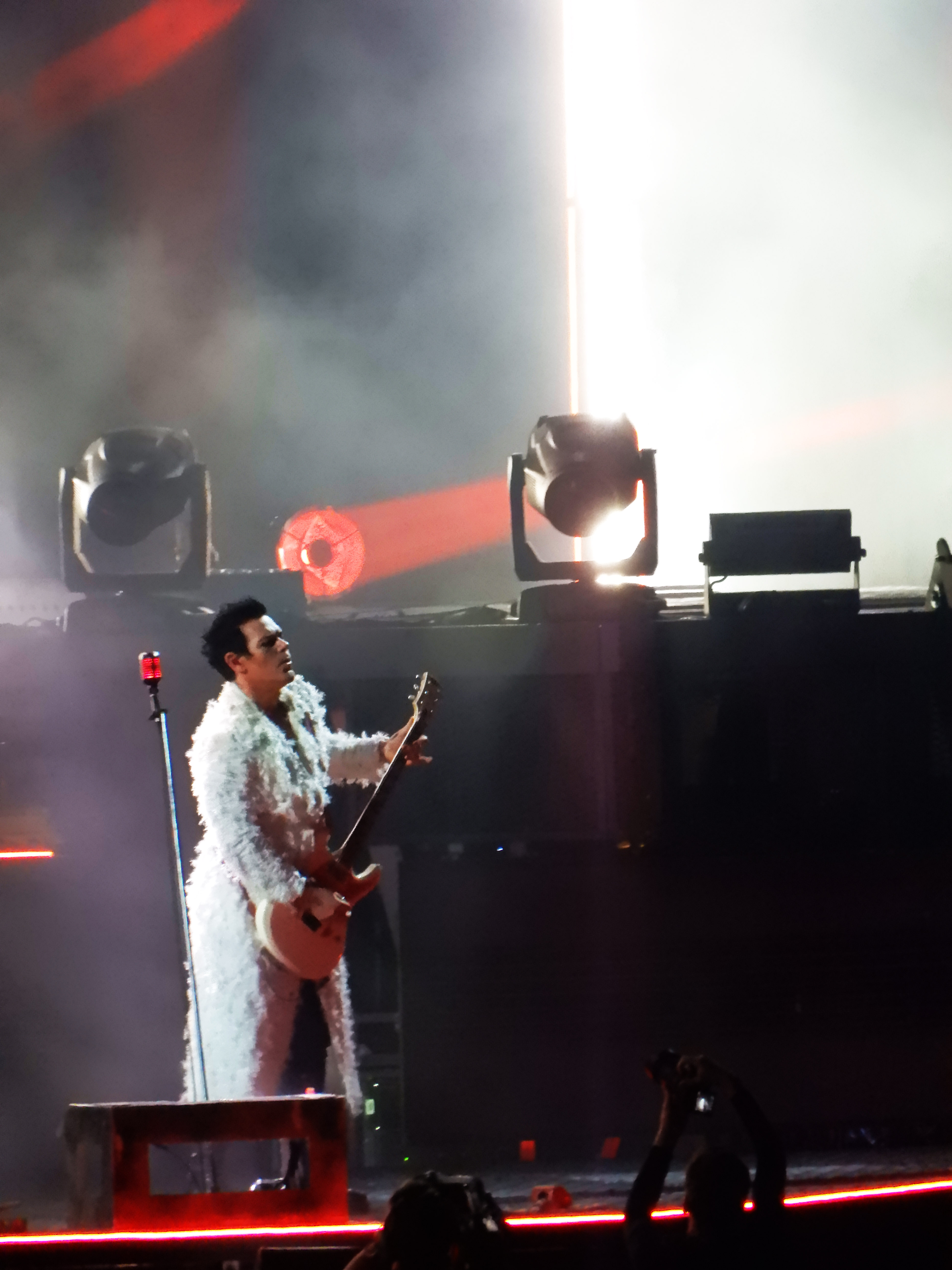
Richard Zven Kruspe au Groupama Stadium de Lyon en juillet 2022

Richard Zven Kruspe (né Zven Kruspe), est un musicien allemand né le 24 juin 1967 à Wittenberge (RDA). Il est le guitariste soliste du groupe Rammstein et le chanteur/guitariste du groupe Emigrate.

## Biographie
Zven Kruspe est né le 24 juin 1967 à Wittenberge, il a deux sœurs et un frère. Adolescent, il est influencé par le groupe Kiss.
À l'âge de 16 ans, Kruspe achète sa première guitare lors d'un voyage en Tchécoslovaquie avec des amis. Au départ, il pensait la revendre lors de son retour en Allemagne de l'Est afin de gagner un peu d'argent mais il fait la rencontre d'une fille à un camping qui lui demanda d'en jouer. Bien qu'il lui ait assuré qu'il ne savait pas en jouer, elle insista, si bien qu'il finit par gratter les cordes. À ce moment Richard eut un déclic et c'est cette rencontre qui lui donna véritablement l'envie de jouer de la guitare.
Kruspe passe quatre ans au conservatoire de Schwerin, où il apprend le jazz à la guitare.
Le 10 octobre 1989, Richard Kruspe s'est retrouvé (accidentellement) dans une manifestation politique en sortant du métro. Il est arrêté et matraqué par la police puis interrogé pendant six jours. Kruspe, se sentant oppressé, décide de quitter le pays pour l'Allemagne de l'Ouest.
Avant de commencer à faire de la musique, Richard Kruspe a travaillé comme caissier et s'est également essayé au journalisme.

### Vie privée
Richard Kruspe a une fille, Khira Li Lindemann, née en 1991, et un fils, Merlin Besson, né en 1992. Khira Li apparaît lors du concert Live aus Berlin dans Tier. La mère de Khira Li ne s'est jamais mariée à Richard, mais étant l'ex-femme de Till Lindemann, et ayant conservé le nom de Till après leur divorce, ils ont donné à Khira Li le nom d'épouse de sa mère (Lindemann).
Le producteur de Rammstein a présenté Caron Bernstein (actrice et modèle américaine) à Richard en juin 1999, après un concert du groupe à New York. Ils se sont mariés le 29 octobre 1999 et ont divorcé en décembre 2005.
Le 30 septembre 2011, Richard devient père pour la troisième fois. Sa fille Maxime Alaska Bossieux naît de son union avec la bassiste du groupe Emigrate, Margaux Bossieux. Sa chanson You are so beautiful lui est d'ailleurs dédiée.

## Emigrate
En même temps que la sortie de l'album Mutter de Rammstein, Richard Kruspe se lance dans un projet solo qu'il nomme Emigrate. En effet, il prenait de plus en plus de place au sein du groupe et accaparait toute l'attention. Ses compagnons ne supportaient plus cette ambiance et Rammstein a bien failli se disloquer à cette période. Heureusement, Kruspe finit par prendre conscience de la situation et trouve une solution : il monte son propre groupe, Emigrate.
Emigrate peut sonner comme Rammstein mais les paroles sont en anglais et chantées par Richard. Il forme le groupe avec Arnaud Giroux (basse), Henka Johansson (batteur de Clawfinger) et Olsen Involtini (guitare).

## Matériel
Pour la tournée LIFAD (2009-2010), Richard Kruspe utilise des modèles signature de chez ESP en une dizaine d'exemplaires pour les différents accordages :
- ESP RZK-1 Platinium Silver II
- ESP RZK-1 Burnt
- ESP RZK-2 Burnt, qui est en fait une Eclipse originale refaite à sa sauce

Lors des précédentes tournées il utilisait d'autres guitares, notamment la RZK-1 et la EC-1000 pour le Reise Reise Tour :
- ESP Custom Shop KH-2 like
- ESP Eclipse I CTM Vbk
- ESP Custom Shop KH-4 like (pickguard miroir)
- LTD EC-1000 Deluxe
- ESP RZK-1 (de sa propre signature)
- ESP Truckster JH signature
- Takamine
- Fender Stratocaster

Il utilise des amplis Mesa Boogie Dual Rectifier Pre-500